# Macrobrachium canarae
Macrobrachium canarae är en kräftdjursart som först beskrevs av Tiwari 1958.  Macrobrachium canarae ingår i släktet Macrobrachium och familjen Palaemonidae. Inga underarter finns listade i Catalogue of Life.